# Gissesjö
Gissesjö är en sjö i Vetlanda kommun i Småland och ingår i Emåns huvudavrinningsområde. Sjön har en area på 0,122 kvadratkilometer och ligger 188,7 meter över havet.

## Delavrinningsområde
Gissesjö ingår i det delavrinningsområde (637333-148253) som SMHI kallar för Utloppet av Flocken. Avrinningsområdets medelhöjd är 213 meter över havet och ytan är 34,13 kvadratkilometer. Räknas de 9 delavrinningsområdena uppströms in blir den ackumulerade arean 181,21 kvadratkilometer. Pauliströmsån som avvattnar avrinningsområdet har biflödesordning 2, vilket innebär att vattnet flödar genom totalt 2 vattendrag innan det når havet efter 130 kilometer. Delavrinningsområdet består mestadels av skog (69 procent) och jordbruk (12 procent). Avrinningsområdet har 0,7 kvadratkilometer vattenytor vilket ger det en sjöprocent på 2 procent.